# 法國國鐵BB 26000型電力機車
BB 26000型电力机车是法国阿尔斯通公司为法国国家铁路公司设计制造的一种双电流制干线电力机车，适用于供电制式为1500伏直流电和25千伏工频单相交流电的电气化铁路，在1988年至1998年间共制造了234台。
BB 26000型机车为客、货运通用电力机车，采用三相交流同步牵引电动机、单电机转向架，因此又称为“Sybic”机车，取其“Synchronous Bicurrent”（同步双电流制）之意。

## 研发历史
当SNCF在1986年接收完最后一批BB 22200型电力机车之后，SNCF又对双电流通用电力机车提出了更多的要求，新型号的机车既要满足双电流制式，也能在不更改齿轮比的情况下根据需求牵引快速旅客列车和重载货物列车。所以无论是1.5kV直流还是25kV交流下，机车都应该有同样的牵引功率。半导体的出现终于使得高功率逆变器可以为铁路服务，对于多用途通用机车的要求也得以实现。不久后，SNCF便要求阿尔斯通和MTE开始研究同步电机和异步电机的概念车，这两台技术验证车分别是BB 10003以及BB 10004。前者由BB 15007改造而来，使用异步电动机，后者由BB 15055改造而来，使用同步电动机。
法铁技术部门经过实验之后，更倾向于使用同步电机，因为它不仅保持了良好的工作性能，而且主电路相较于异步传动更加简洁。维护费用也更少。
通过对比，使用同步电机的 BB 10003 电气元件数量大致上能维持在直流电机机车的水平，而使用异步电机 BB 10004 是 BB 10003 的 2.4 倍。这在 GTO 出现之前的年代是致命的。当年还没有 GTO 和 IGBT，交直流转换和直交流转换需要使用晶闸管制作电气元件。
交流电牵引比直流电牵引增加了直流电转换成三相交流电一步，需要用到晶闸管的数量更多。而晶闸管的体积庞大而且笨重，如果需要更多元器件用于制作逆变器，那就需要占用电力机车更多的车内空间，控制车厢的重量就变得很难。这是不可接受的。而后在1988年，两台使用同步电机的BB 22200在出厂时便编号为试验车BB 20011和20012，这两台车被看作是BB 26000的原型车。新一代TGV-Ａ的牵引传动系统也是由BB 20011和20012验证而来。
虽然BB 26000的功率为5600千瓦，达不到CC 6500/21000的5900kW，但是BB 26000的重量更轻，只有90吨。第一台机车BB 26001于1988年初下线，经过测试后于1988年4月正式投入运行，在生产了234台以后，最后一台机车BB 26234于1998年7月交付给SNCF。最后30辆的订单则被SNCF更改为了在BB 26000基础上研制的三电流电力机车BB 36000。